# Liste der Monuments historiques in Blanzac-lès-Matha
Die Liste der Monuments historiques in Blanzac-lès-Matha führt die Monuments historiques in der französischen Gemeinde Blanzac-lès-Matha auf.

## Liste der Objekte
| Bezeichnung                    | Beschreibung           | Standort                               | Kennzeichnung | Schutzstatus | Datum | Bild |
| ------------------------------ | ---------------------- | -------------------------------------- | ------------- | ------------ | ----- | ---- |
| Sockel eines Weihwasserbeckens | Stein, 17. Jahrhundert | in der Kirche St-Pierre-St-Paul (Lage) | PM17000659    | Classé       | 1984  |      |
| Glocke                         | Bronze, 1769 gegossen  | in der Kirche St-Pierre-St-Paul (Lage) | PM17000037    | Classé       | 1942  |      |